# Zambia i olympiska sommarspelen 1992
Zambia deltog i de olympiska sommarspelen 1992 med en trupp bestående av nio deltagare, men ingen av landets deltagare erövrade någon medalj.

## Boxning
- Felix Bwalya
- Joseph Chongo
- Steven Chungu
- Daniel Fulanse

## Friidrott
Herrarnas 5 000 meter
- Godfrey Siamusiye
  - Heat — 14:08,83 (→ gick inte vidare)

Herrarnas 400 meter häck
- Samuel Matete
  - Heat — 49,89
  - Semifinal — DSQ (→ gick inte vidare)

- Cephas Lemba
- Ngozi Mwanamwambwa

## Judo
- Leyton Mafuta